# Fort Machault

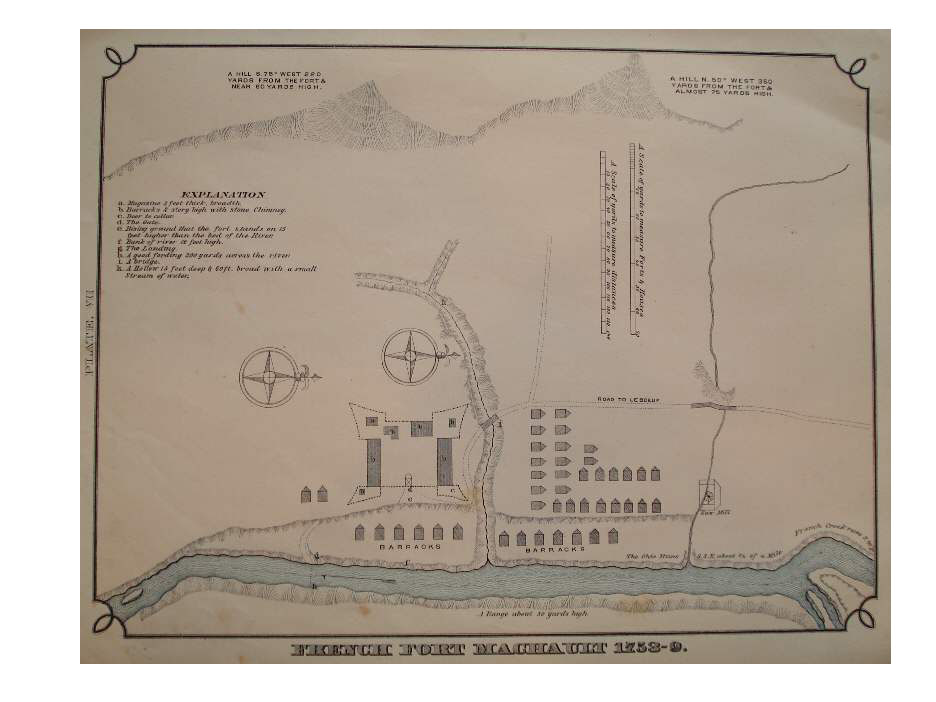
Skiss som visar Fort Machaults belägenhet och byggnader.

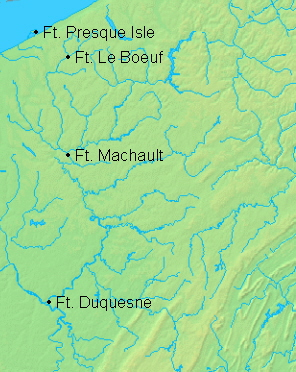
Den franska försvarslinjen från Fort Presque Isle till Fort Duquesne.

Fort Machault var en skans som anlades 1754 av Nya Frankrike vid vad som nu är Franklin, Pennsylvania. 

## Försvarslinje
Fortet var en del av den försvarslinje, vilken även omfattade Fort Le Boeuf, Fort Presque Isle och Fort Duquesne, som hade till uppgift att skydda Venangoleden vilken förband Ohiolandet med Ontariosjön.

## Undergång
Efter att fransmännen 1758 tvingats överge Fort Duquesne, föll de franska trupperna tillbaka till Fort Machault där de året därpå påbörjade ett fälttåg för att erövra Fort Pitt, den skans som britterna anlagt där Fort Duquesne legat. Den brittiska erövringen av Fort Niagara tvingade emellertid fransmännen att överge Fort Machault, som de själva brände ned.

## Fort Venango
På platsen för Fort Machault anlade den brittiska armén 1760 en liten skans kallad Fort Venango. Under Pontiacs krig togs detta fort av de förenade indiannationerna vilka brände ned det.

## Fort Franklin
Förenta Staterna byggde 1787 ett fort kallat Fort Franklin. 